# Bloop
Le bloop est un son d'ultra-basse fréquence détecté par le National Oceanic and Atmospheric Administration (NOAA) américain à plusieurs reprises durant l'été 1997 dans l'océan Pacifique au large l'Amérique du Sud. À ce jour, l'hypothèse la plus probable est que le bruit a été généré par le « tremblement de glace » d'un énorme iceberg,.

## Analyse

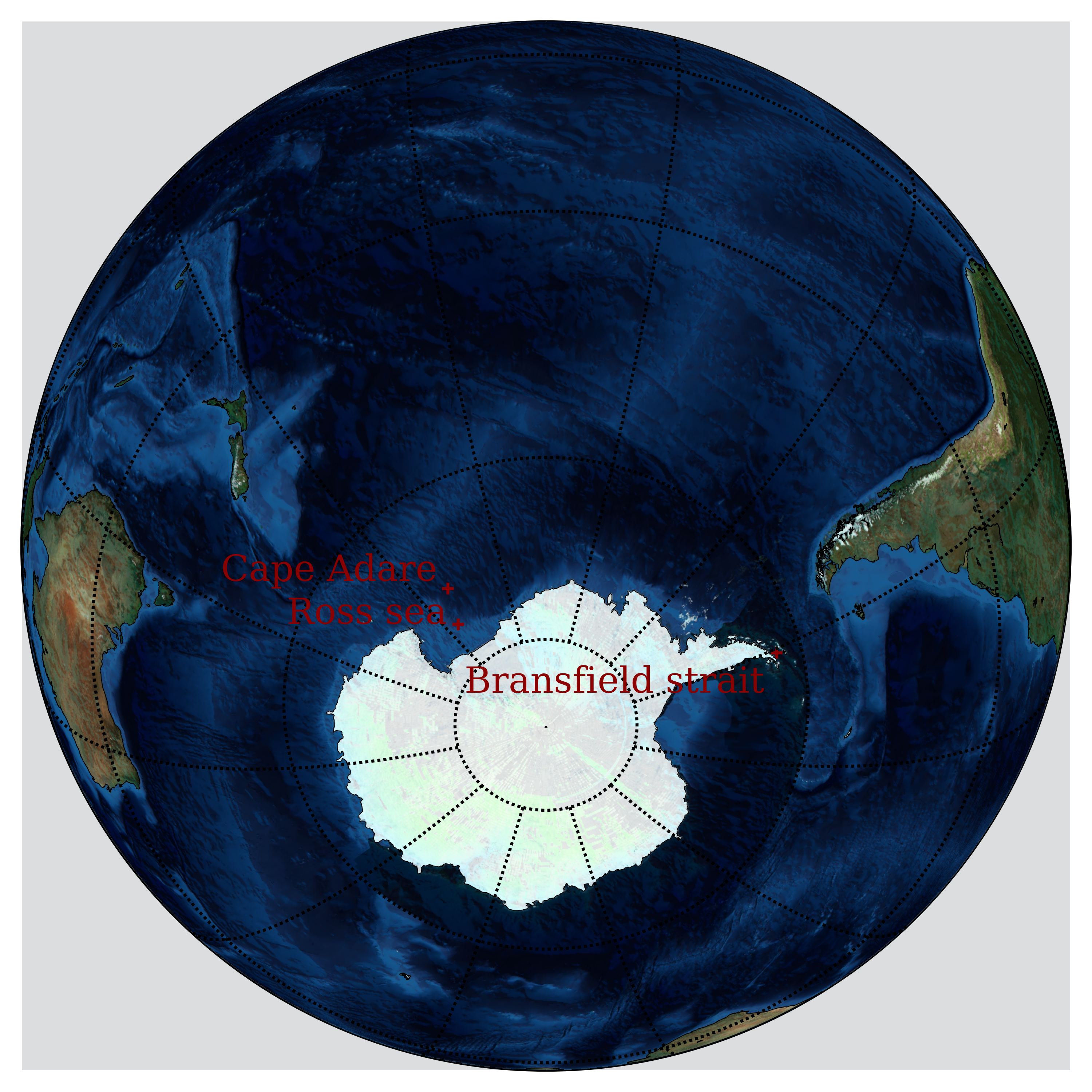
Localisations possibles pour le bloop.

Le son a été détecté au large de la côte sud-ouest de l'Amérique du Sud par le réseau hydrophone autonome de l'océan Pacifique équatorial, qui utilise l'équipement du Sound Surveillance System de la United States Navy destiné à l'origine au repérage des sous-marins soviétiques.
D'après la description du NOAA, le son « monte rapidement en fréquence sur environ une minute et a une amplitude suffisante pour être détecté par plusieurs capteurs sur une portée de plus de 5 000 km. » Bien qu'il recoupe le profil audio d'un animal vivant, il n'y a aucune espèce connue qui pourrait avoir produit ce son. Comme le son est très grave, s'il avait été produit par un animal, il serait énorme, plus grand que la baleine bleue, d'après des scientifiques qui ont étudié le phénomène.
La NOAA a attribué ce son à un important « tremblement de glace ». Beaucoup de tremblements de glaces ont un spectrographe similaire au bloop, ainsi qu'une amplitude qui permet au son d'être détecté à plus de 5 000 km. Ceci a été découvert lors du suivi de l'iceberg A53a qui se désintégrait au large de la Géorgie du Sud en 2008. Le ou les icebergs qui ont pu générer le bloop sont très probablement ceux situés entre le détroit de Bransfield et la mer de Ross, voire au cap Adare, au nord de la péninsule Adare, connus comme des sources de signaux générés par de la glace.

## Autres explications
Certains scientifiques postulent que ce son pourrait avoir été émis par un énorme et encore non découvert calamar géant ou pieuvre, ou une nouvelle espèce de poisson ou baleine encore plus grande que la baleine bleue. Phil Lobel, un biologiste de l'université de Boston, conteste ces hypothèses, soulignant que les céphalopodes connus n'ont pas de membrane gazeuse nécessaire pour produire ce genre de son et qu'un cétacé doit faire surface pour respirer et aurait déjà dû être repéré.
En 2005 paraissait un article dans la revue scientifique Science, décrivant les phénomènes complexes qui aboutissent à l'émission de sons de très basses fréquences par des icebergs. Cette hypothèse a les faveurs de la NOAA. Cependant, le bloop n'ayant pas été réentendu depuis l'été 1997, son origine et sa nature se situent pour l'instant au-delà de toute conjecture.

## Dans la culture populaire
Dans le mythe de Cthulhu, Cthulhu est une entité cosmique enfermée dans la cité de R'lyeh, située par H. P. Lovecraft dans sa nouvelle L'Appel de Cthulhu dans l'Océan Pacifique sud, à 47° 09′ S, 126° 43′ O. Une rumeur soutenait que le bloop était situé aux alentours de 50° S 100° W, à moins de 2 000 km de la cité engloutie imaginée par Lovecraft,.
Cependant, le NOAA situe l'origine du bloop entre le détroit de Bransfield et la mer de Ross ou au Cap Adare, points situés non plus dans le Pacifique Sud mais dans l'Océan Austral.

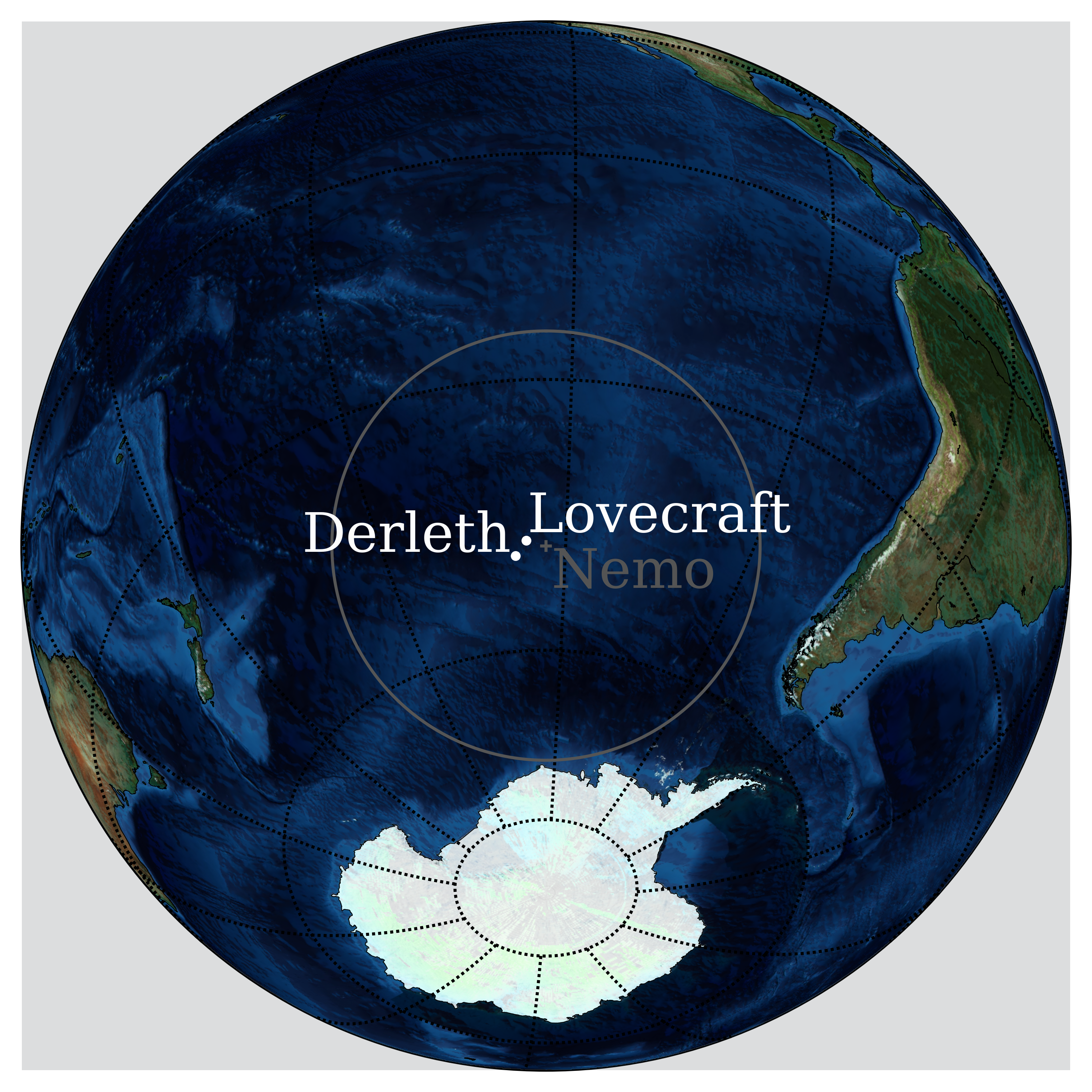
Positions relatives des positions de la cité de R'lyeh et du point Nemo. Le bloop quant à lui est originaire de l'océan austral selon le NOAA.

La rumeur n'en a pas moins été exploitée dans le champ de la fiction. Ainsi, dans sa nouvelle Terre de Fraye, l'auteur de science-fiction Jérôme Noirez évoque une origine extra-terrestre au bloop. Dans L'Île du Point Némo (2014), l'auteur Jean-Marie Blas de Roblès fait allusion au bloop et à Cthulhu, avant de chercher l'origine de ce bruit du côté de Jules Verne.
Le Bloop est aussi évoqué en 2015 dans la saison 1, épisode 23, de la série d'animation Sous les mers.